# R 항공
R 항공(영어: R Airlines)은 태국 방콕의 돈므앙 국제공항에 본사를 두고 있는 태국 전세 항공사였다.

## 운항 노선
- R 항공은 폐업 전까지 다음과 같이 운항하였다.
- 태국
  - 방콕 - 돈므앙 국제공항 - 허브
  - 치앙마이 - 치앙마이 국제공항
  - 핫야이 - 핫야이 국제 공항[3]
  - 콘깬 - 콘깬 공항
  - 나리티왓 - 나리티왓 공항[4]
  - 핏사눌록 - 핏사눌록 공항
  - 푸껫 - 푸껫 국제공항

## 보유 기종
- R 항공은 폐업 전까지 다음과 같이 보유했다.[5]